# Anna Cabibel
Anna Cabibel (Lyon 5e, 24 avril 1853 - Paris 16e, 30 novembre 1922) est une peintre et sculptrice française.

## Biographie
À Lyon, elle est l’élève de Louis Guy et de François Félix Roubaud. Elle part pour Paris vers 1876, elle étudie chez Léon Bonnat.
Elle est connue pour ses portraits de femmes, qu'elle expose au Salon dès 1879, sous son nom de jeune fille, puis sous son nom d'épouse à partir de 1899.
Elle meurt à Paris le 30 novembre 1922, dans son domicile au no 22 avenue d'Eylau. Elle est enterrée au cimetière du Père-Lachaise, dans la tombe familiale, surmontée d'une statue dont elle est l'auteure, honorant son fils, Émile Chataignier, mort pour la France (1876-1916).

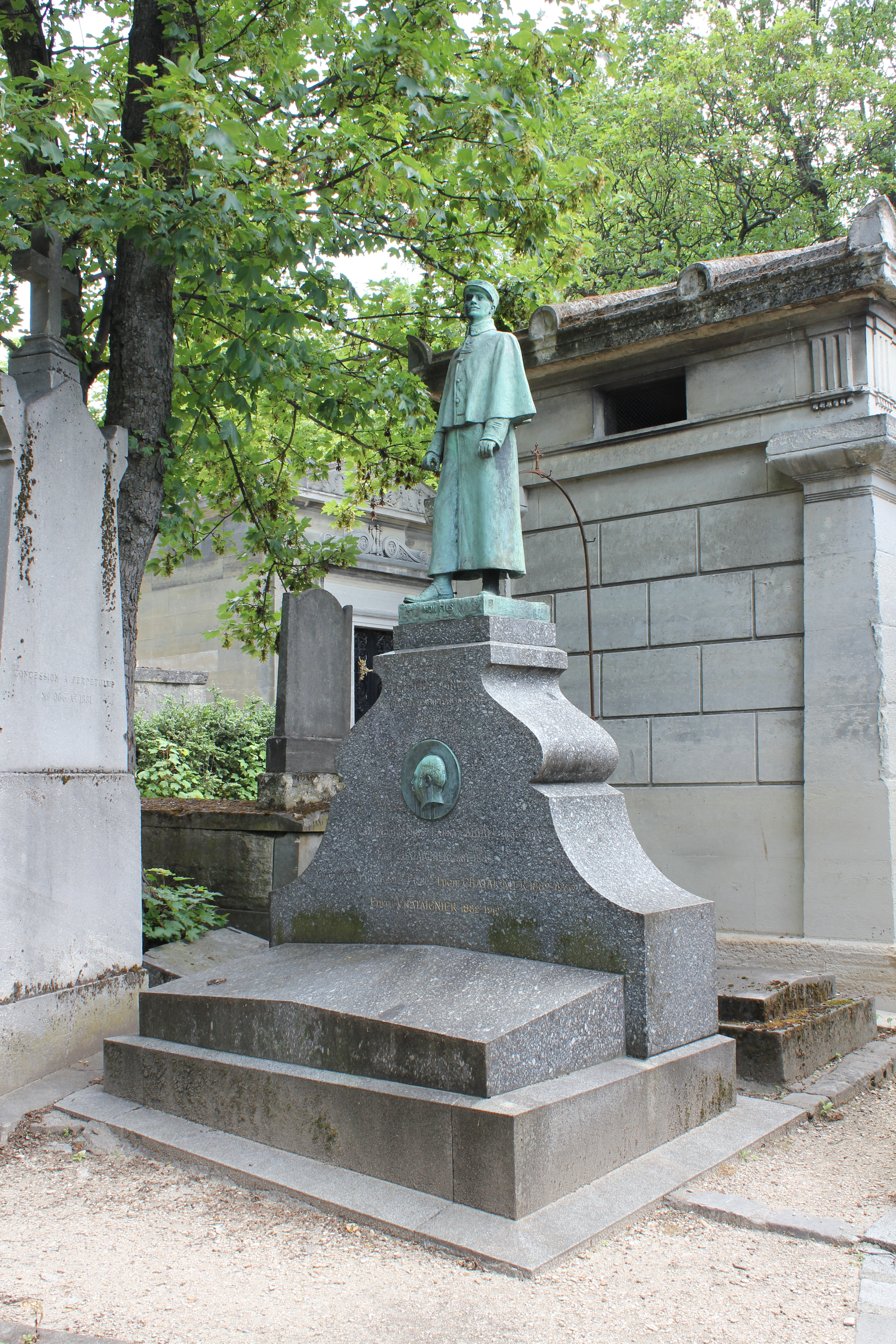
Père-Lachaise - sépulture d'Anna Chataignier.
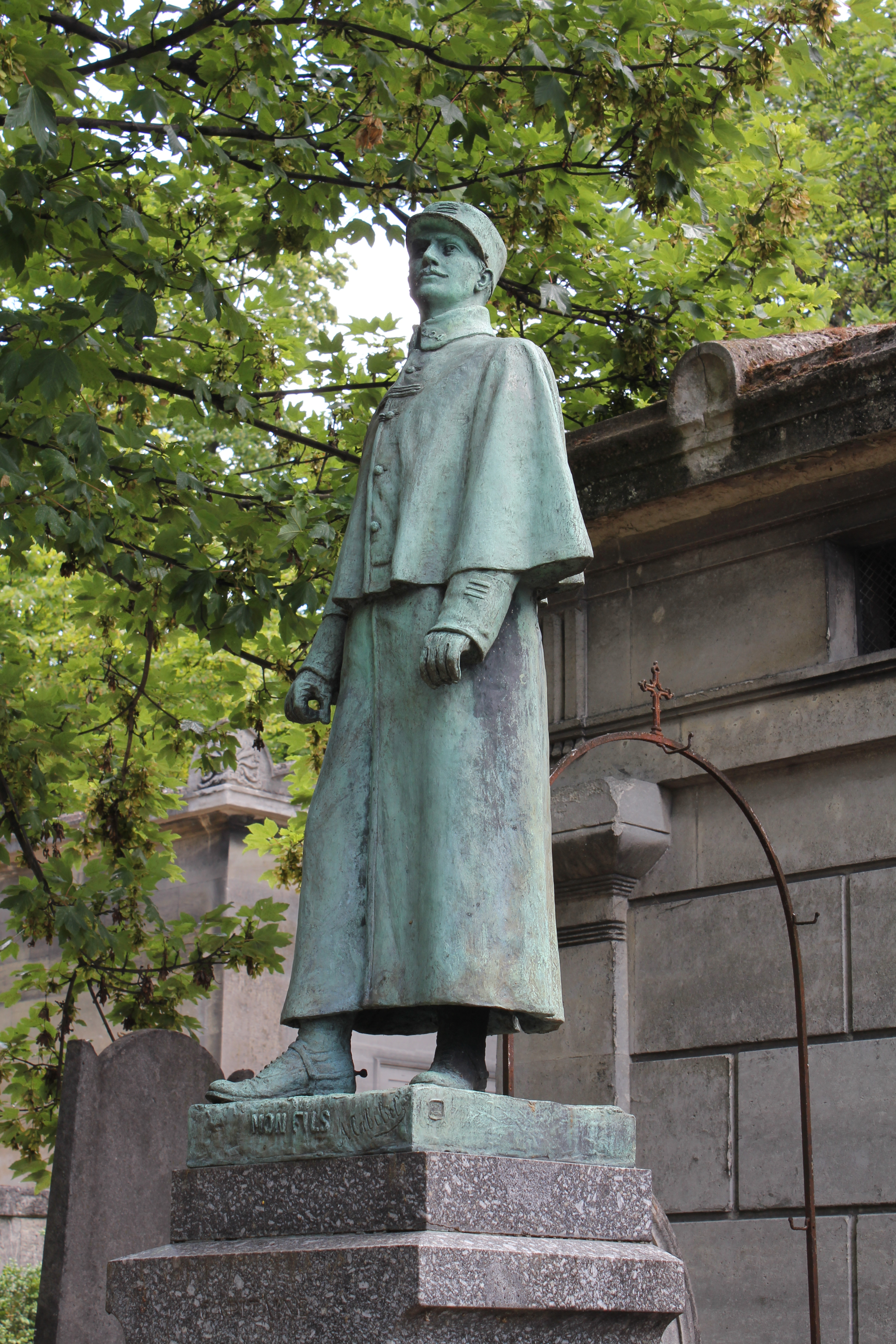
Statue d'Émile Chataignier.
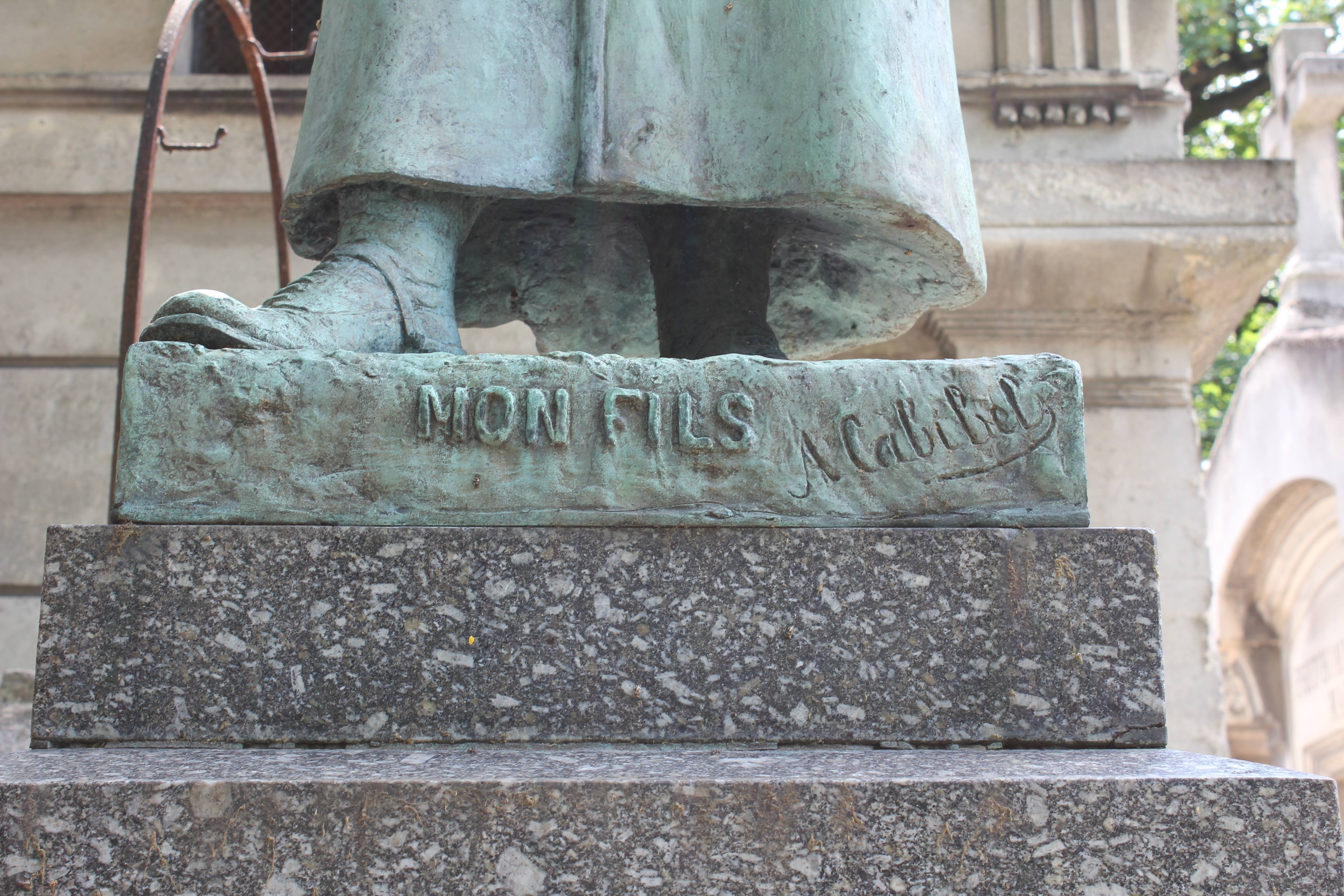
Dédicace et signature d'Anna Cabibel.

## Prix Anna Cabibel
Le prix Anna Cabibel est un prix triennal devant être attribué par le Jury de Peinture à un artiste auteur d'une œuvre intéressante et importante pouvant concourir pour une récompense et n'ayant pas été récompensé au Salon de l'année.

### Lauréats
- 1924 : Gabrielle Berrhagorry-Suair[9]
- 1927 : René Jaudon
- 1930 : Gertrude Bricard
- 1933 : Henriette Dubois-Damart
- 1936 : Jean Even
- 1939 : Marie Berton-Maire
- 1949 : Marie-Louise Cirée